# Dolichoderus angusticornis
Dolichoderus angusticornis   (лат.) — вид муравьёв (Formicidae) из подсемейства Dolichoderinae (Hypoclinea). Западная и Южная Австралия. Длина около 5 мм, окраска в основном чёрная, ноги коричневые. Пронотум округлый, без шипиков (scabridus group). Проподеум с двумя длинными шипиками, направленными назад и вверх под углом более 60 градусов и расходящиеся друг от друга под углом около 45 градусов. Головной индекс (CI, соотношение ширины головы к длине × 100): 93—97. Длина головы рабочих 1,28—1,31 мм, длина скапуса 1,31—1,44 мм, ширина головы 1,21—1,27 мм. Индекс скапуса (SI, соотношение длины скапуса к длине головы × 100): 104—115.  Стебелёк между грудкой и брюшком состоит из одного членика петиолюса.